# Маклецов, Александр Васильевич
Алекса́ндр Васи́льевич Маклецо́в (1884, Харьков — 1948, Любляна) — российский и советский юрист, профессор Харьковского университета, политический и общественный деятель. Окончил юридический факультет Харьковского университета (1908).

## Биография
Приват-доцент Харьковского университета (1912). Был гласным харьковской городской думы, состоял в партии кадетов. В 1918—1919 гг. являлся ответственным редактором харьковской ежедневной газеты «Новая Россия» и гласным восстановленной городской думы в 1919 году. В конце 1919 года покинул Харьков, и позднее эмигрировал из России. Профессор Люблянского университета (1926—1948). Умер в Любляне в 1948 году.